# Антоновка (Новоушицкий район)
Анто́новка (укр. Антонівка) — село в Новоушицком районе Хмельницкой области Украины.
Население по переписи 2001 года составляло 621 человек. Почтовый индекс — 32621. Телефонный код — 3847. Занимает площадь 1,749 км². Код КОАТУУ — 6823387002.

## Местный совет
32620, Хмельницкая обл., Новоушицкий р-н, с. Отроков